# Hospital de Dona Estefânia
O Hospital de Dona Estefânia (HDE) MHM, localizado em Lisboa, Portugal, é a unidade de referência em pediatria para a zona sul do país e ilhas, tendo inclusivamente acreditação internacional. É especializado no atendimento materno-infantil. Integra a Unidade Local de Saúde de São José, anteriormente designada por Centro Hospitalar Lisboa Central (CHLC) e Hospitais Civis de Lisboa (HCL).
Em 2027, está prevista a entrada em funcionamento do futuro Hospital Universitário de Lisboa Oriental, no Parque da Bela Vista, em Chelas, pelo que os seus serviços e funcionários serão transferidos para essa nova unidade. O objetivo será dedicar o espaço a "funções relacionadas com a criança e a adolescência", numa parceria com o município de Lisboa onde se instalarão organizações que trabalhem com crianças, podendo eventualmente acolher uma Unidade de Cuidados Continuados Integrados Pediátricos. Está também prevista a construção da Unidade de Saúde Familiar de Arroios, com valências de cuidados materno-infantis e planeamento familiar.

## História

### Fundação
O hospital foi fundado, oficialmente, em 17 de julho de 1877, no aniversário de morte de D. Estefânia de Hohenzollern-Sigmaringen (1837-1859), Rainha de Portugal, esposa do Rei D. Pedro V (1837-1861). Como morreram cedo, nenhum dos dois jamais viu a construção finalizada.
D. Estefânia e seu marido demonstravam interesse por doentes hospitalizados, vítimas de cólera e febre amarela. Insatisfeita com as condições do Hospital de São José, a Rainha usou o seu próprio dote para criar uma enfermaria e manifestou o desejo de fundar um hospital pediátrico, de crianças pobres e doentes.
Em 1860, D. Pedro V ordenou, em homenagem à sua falecida esposa, a edificação do Hospital da Bemposta (nome antigo), que só ficaria pronto sete anos depois, durante o reinado de seu irmão, D. Luís I.
D. Luís, por sua vez, cedeu os direitos de propriedade e pertenças do hospital ao Estado português, em 23 de junho de 1872. O povo português acabaria chamando-o definitivamente de Hospital de Dona Estefânia.

### Arquitetura

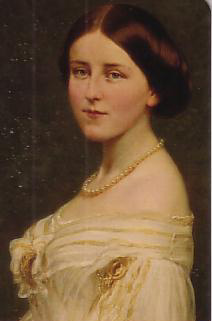
Detalhe de retrato da D. Estefânia

Por meio de contatos com outras famílias reais da Europa, D. Pedro V obteve projetos e plantas hospitalares de técnicos competentes de Londres, Berlim e Paris. O projeto escolhido foi o do britânico Albert Jenkins Humbert (1822-1877), que era o arquiteto predileto do príncipe Alberto de Saxe-Coburgo-Gota, marido da rainha Vitória do Reino Unido.
A construção do Hospital custou mais de 250 milhões de réis, dos quais 20 milhões foram pagos pelo pai de D. Estefânia, o príncipe Carlos Antônio de Hohenzollern-Sigmaringen. O terreno escolhido pertencia à Casa Real portuguesa.
O edifício original do hospital tinha o formato de uma cruz, com quatro porções principais, e havia dois andares de enfermarias. Cada enfermaria tinha 45 metros de extensão, podendo abrigar cerca de 32 camas. O hospital detinha ainda um sistema de ventilação, essencial para manter a higiene do ambiente.
As casas de banho possuíam banheiras em mármore, canalização da água e luz que funcionava a gás de resíduos de petróleo.
Na sua totalidade, o hospital foi construído em cima de abóbodas, para minimizar a humidade e eliminar possíveis infecções a partir do solo. A famosa Florence Nightingale chegou a elogiar as enfermeiras do então Hospital da Bemposta, que seriam, como dizia, as melhores da Europa.
Os jardins do hospital possuem uma bela fonte.
A 29 de maio de 2002, foi feito Membro-Honorário da Ordem do Mérito pelo Presidente Jorge Sampaio.

### Aparições marianas

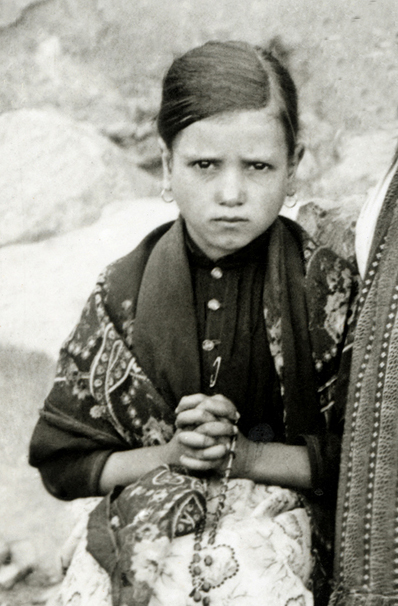
Jacinta Marto, vidente de Nossa Senhora de Fátima.

No dia 2 de fevereiro de 1920, a pastorinha Jacinta Marto, vidente das aparições de Nossa Senhora na Cova da Iria, em Fátima, vinda diretamente do Orfanato de Nossa Senhora dos Milagres, então situado na Rua da Estrela, em Lisboa (atual Mosteiro do Imaculado Coração de Maria, de Irmãs Clarissas, junto ao Jardim da Estrela), onde esteve temporariamente acolhida, foi internada no serviço n.º 1 do Hospital de Dona Estefânia, na cama n.º 38, onde foi-lhe diagnosticada pleurisia purulenta da grande cavidade esquerda fistulizada e osteíte (cárie) de duas costelas (7ª e 8ª do mesmo lado). De acordo com os relatos da criança à Madre Maria da Purificação Godinho, a Virgem Maria ter-lhe-á aparecido algumas vezes no hospital, motivo pelo qual na atualidade se ergue no exterior uma estátua memorial do Imaculado Coração de Maria.

## Especialidades
A atividade do Hospital de Dona Estefânia desenvolve-se através das seguintes áreas assistênciais: 
| - Pediatria - Imunohemoterapia | - Neuropediatria - Neurocirurgia pediátrica - Neurorradiologia - Genética médica - Imunoalergolo gia | - Cirurgia pediátrica - Ortopedia infantil - Estomatologia pediátrica | - Anestesiologia - Otorrinolaringologia pediátrica - Pedopsiquiatria - Patologia Clínica - Radiodiagnóstico |